# Rayen Vyent
Rayen Vyent (Paramaribo, 28 augustus 1981) is een Surinaams politicus, sociaal werker en bestuurder. Hij was in 2004 de eerste voorzitter van het Nationaal Jeugdparlement. In september 2009 werd hij de eerste keer voorzitter van Groenlicht, een onderafdeling van de NPS in Paramaribo. In december 2018 werd hij wederom gekozen als voorzitter (voor drie jaar). Hij heeft zich verkiesbaar gesteld voor de parlementsverkiezingen van mei 2020.

## Biografie
Vyent studeerde aan het Mr. Dr. J.C. De Miranda Lyceum waar hij in 2002 zijn vwo-diploma behaalde. Hij heeft daarna rechten gestudeerd aan de Anton de Kom Universiteit van Suriname. Hij werd in 2004 gekozen als lid van het eerste Nationaal Jeugdparlement (NJP). Tijdens de eerste vergadering op 6 november, werd hij de eerste voorzitter van het parlement. Deze rol kreeg hij toebedeeld als oudste in jaren, zoals het reglement van orde dat bepaalt. De voorzittershamer kreeg hij ceremonieel uitgereikt door Yldiz Beighle, de waarnemend voorzitter van de gewezen Jeugdraad. Daarnaast was hij lid van de commissies 'Onderwijs en Ontwikkeling' en 'Internationale Betrekkingen'.
Een week later stelde hij zich kandidaat om de voorzittershamer definitief ter hand te nemen. Hij legde het echter met 12 stemmen af tegen Melvin Bouva die de overige 17 stemmen uit het parlement kreeg. Binnen het jeugdparlement werd hij in 2006 gekozen tot eerste plaatsvervangend ondervoorzitter, nadat Armaketo zijn functie neerlegde. Hij had tot 2007 zitting in het NJP en ging vervolgens aan het werk voor het het ministerie van Handel en Industrie. Daarna werkte hij bij het ministerie voor  Landbouw, Veeteelt en Visserij en vanaf 2016 werkte hij als beleidsmedewerker bij het ministerie van Onderwijs op de afdeling HRM.
Van 2012 tot 2016 studeerde hij aan de FHR School of Business, waar hij op 17 november 2016 zijn Bachelor of Business Administration behaalde in de richting Humanresourcesmanagement (MHRM) met als thesis: HRM als sociale media tool bij N.V. Havenbeheer. Van 2016 tot 2020 studeerde hij aan het FHR Institute en hij sloot zijn studie op 22 mei 2020 af met een master in MHRM met als thesis: Tekort aan bevoegde Nederlands leerkrachten op het VOS-niveau te Paramaribo. Hij heeft verschillende trainingen en opleidingen gevolgd, waaronder voor PC Technician A+ in 2009 bij Janssen & Partners N.V. en voor Buitengewoon Agent van Politie (BVA) in 2013 bij Stichting Safety.
Tijdens zijn rol als jeugdparlementariër werkte hij mee aan een project waarmee rond kerstmis voedselpakketten worden uitgedeeld. Hiervoor bleef hij ook nadien actief. Sinds 2013 is hij voorzitter van De Doorbraak, de stichting achter dit project.
In politiek opzicht werd hij actief in het bestuur van de NPS, onder meer als lid van de Jongerenraad. Op 14 december 2018 werd hij wederom gekozen als voorzitter van Groenlicht, een onderafdeling van de NPS Paramaribo die zich voorbereidt op de verkiezingen van mei 2020.